# Max Röthlisberger
Max Röthlisberger (* 27. September 1914 in Burgdorf; † 28. Juli 2003 in Zürich) war ein Schweizer Schauspieler, Bühnenbildner und Szenenbildner.

## Leben
1932 gründete er die Junge Bühne Bern, wo er als Regisseur und Bühnenbildner arbeitete. 1936 wurde er Schauspieler am Stadttheater Solothurn, 1939 ging er an das Stadttheater St. Gallen, wo er fünf Jahre lang als Schauspieler und Bühnenbildner tätig war.
Zu dieser Zeit erhielt er auch einige kleine Filmrollen. 1944 wurde Röthlisberger Bühnenbildner am Stadttheater Zürich. Gastengagements führten ihn an verschiedene andere Bühnen Europas. Seit 1954 arbeitete er auch einige Jahre für den Schweizer Film. 1973 übernahm er eine Professur für Scenic Design an der Musikschule der Universität von Bloomingdale (Indiana). 1977 empfing er den Hans Reinhart-Ring.

## Filmografie (als Szenenbildner)
- 1938: Tschiffa (nur Schauspieler)
- 1941: Gilberte de Courgenay (nur Schauspieler)
- 1941: Romeo und Julia auf dem Dorfe (nur Schauspieler)
- 1941: Bider der Flieger (nur Schauspieler)
- 1941: Der doppelte Matthias und seine Töchter (nur Schauspieler)
- 1942: Das Gespensterhaus (nur Schauspieler)
- 1954: Uli der Knecht
- 1955: Heidi und Peter
- 1955: Leben und leben lassen
- 1955: … Und ewig ruft die Heimat (Uli der Pächter)
- 1956: Das Lied der Heimat (Zwischen uns die Berge)
- 1956: In allen Gassen wohnt das Glück (Oberstadtgass)
- 1957: Taxichauffeur Bänz
- 1957: Konditorei Zürrer (Bäckerei Zürrer)
- 1957: Die Angst vor der Gewalt (Der 10. Mai)
- 1957: Glück mues me ha
- 1958: Es geschah am hellichten Tag
- 1958: SOS – Gletscherpilot
- 1958: Die Käserei in der Vehfreude
- 1958: Eine Rheinfahrt, die ist lustig (Zum goldenen Ochsen)
- 1960: Der Teufel hat gut lachen
- 1960: An heiligen Wassern
- 1960: Anne Bäbi Jowäger – I. Teil: Wie Jakobli zu einer Frau kommt
- 1961: Die Schatten werden länger
- 1962: Anne Bäbi Jowäger – I. Teil: Wie Jakobli zu einer Frau kommt
- 1962: Der 42. Himmel
- 1963: Der Sittlichkeitsverbrecher
- 1963: Im Parterre links
- 1964: Menschen der Berge (Geld und Geist)